# Décès en septembre 2017
Décès
- 2013
- 2014
- 2015
- 2016
- 2017
- 2018
- 2019
- 2020
- 2021

Pour une information complémentaire, voir la page d'aide.

| Date          | Nom                          | Activités | Âge   | Source |
| ------------- | ---------------------------- | --- | ----- | ------ |
| 1er septembre | Shelley Berman               | Humoriste et acteur américain.                                                                                  | 92    | (en)   |
| 1er septembre | Jérôme Choquette             | Avocat et homme politique canadien.                                                                             | 89    |        |
| 1er septembre | Cormac Murphy-O'Connor       | Cardinal britannique.                                                                                           | 85    | (en)   |
| 1er septembre | Rolland Plaisance            | Homme politique français.                                                                                       | 92    |        |
| 1er septembre | Annette Wademant             | Scénariste belge.                                                                                               | 89    |        |
| 2 septembre   | Halim El-Dabh                | Compositeur, interprète, ethnomusicologue et éducateur américain d'origine égyptienne.                          | 96    | (en)   |
| 2 septembre   | Joaquim Guerreiro            | Acteur et directeur de théâtre portugais.                                                                       | 51    | (pt)   |
| 2 septembre   | Murray Lerner                | Producteur, scénariste et réalisateur de cinéma américain.                                                      | 90    | (en)   |
| 3 septembre   | John Ashbery                 | Poète américain.                                                                                                | 90    | (en)   |
| 3 septembre   | Walter Becker                | Guitariste américain.                                                                                           | 67    | (en)   |
| 3 septembre   | Pietro Biagioli              | Footballeur italien.                                                                                            | 88    | (it)   |
| 3 septembre   | Joan Colom                   | Photographe espagnol.                                                                                           | 96    | (es)   |
| 3 septembre   | Piet Ouderland               | Footballeur et basketteur néerlandais.                                                                          | 84    | (nl)   |
| 3 septembre   | Sugar Ramos                  | Boxeur cubain.                                                                                                  | 75    | (es)   |
| 4 septembre   | Mountaga Diallo              | Officier général et diplomate sénégalais.                                                                       | 74/75 |        |
| 4 septembre   | Gastone Moschin              | Acteur italien.                                                                                                 | 88    | (it)   |
| 5 septembre   | Walter Bassan                | Résistant français.                                                                                             | 90    |        |
| 5 septembre   | Nicolaas Bloembergen         | Physicien néerlandais, prix Nobel de physique (1981).                                                           | 97    | (nl)   |
| 5 septembre   | Holger Czukay                | Musicien allemand.                                                                                              | 79    | (en)   |
| 5 septembre   | Ma Kwang-soo                 | Écrivain sud-coréen.                                                                                            | 66    | (en)   |
| 6 septembre   | Derek Bourgeois              | Compositeur anglais.                                                                                            | 75    | (en)   |
| 6 septembre   | Carlo Caffarra               | Cardinal italien.                                                                                               | 79    |        |
| 6 septembre   | Nicolae Lupescu              | Joueur et entraîneur roumain de football.                                                                       | 76    | (ro)   |
| 6 septembre   | Jim McDaniels                | Joueur américain de basket-ball.                                                                                | 69    | (en)   |
| 6 septembre   | Kate Millett                 | Écrivaine américaine.                                                                                           | 82    | (en)   |
| 6 septembre   | Noël Picard                  | Joueur canadien de hockey sur glace.                                                                            | 78    |        |
| 6 septembre   | René Vernier                 | Footballeur puis entraîneur français.                                                                           | 92    |        |
| 6 septembre   | Lotfi Zadeh                  | Mathématicien américain.                                                                                        | 96    | (en)   |
| 6 septembre   | André de Peretti             | Pédagogue et Homme politique français.                                                                          | 101   |        |
| 7 septembre   | Myriam Ezratty               | Magistrate française.                                                                                           | 87    |        |
| 7 septembre   | Tsunenori Kawai              | Politicien japonais.                                                                                            | 80    | (ja)   |
| 7 septembre   | Kim Ki-duk                   | Réalisateur sud-coréen.                                                                                         | 82    | (en)   |
| 8 septembre   | Pierre Bergé                 | Homme d'affaires et mécène français.                                                                            | 86    |        |
| 8 septembre   | Isabelle Daniels             | Athlète de sprint américaine, médaillée de bronze aux Jeux olympiques d'été de 1956.                            | 80    | (en)   |
| 8 septembre   | Catherine Hardy              | Athlète de sprint américaine, médaillée d'or aux Jeux olympiques d'été de 1952.                                 | 87    | (en)   |
| 8 septembre   | Blake Heron                  | Acteur américain.                                                                                               | 35    | (en)   |
| 8 septembre   | Pierre Lanvers               | Militaire français.                                                                                             | 98    |        |
| 8 septembre   | Jerry Pournelle              | Écrivain américain de science-fiction.                                                                          | 84    | (en)   |
| 8 septembre   | Karl Ravens                  | Homme politique allemand.                                                                                       | 90    | (de)   |
| 8 septembre   | Humberto Rosa                | Footballeur argentino-italien.                                                                                  | 85    | (it)   |
| 8 septembre   | Ljubiša Samardžić            | Cinéaste serbe.                                                                                                 | 80    | (sr)   |
| 8 septembre   | Jacques Truphémus            | Peintre français.                                                                                               | 94    |        |
| 8 septembre   | Don Williams                 | Auteur-compositeur-interprète américain de musique country.                                                     | 78    | (en)   |
| 9 septembre   | Gretta Chambers              | Journaliste canadienne.                                                                                         | 90    |        |
| 9 septembre   | Velasio De Paolis            | Cardinal italien.                                                                                               | 81    |        |
| 9 septembre   | Tex Lecor                    | Auteur-compositeur-interprète et peintre canadien.                                                              | 84    |        |
| 9 septembre   | Thibault Martin              | Sociologue canadien.                                                                                            | 54    |        |
| 10 septembre  | Hans Alfredson               | Acteur, réalisateur et humoriste suédois.                                                                       | 86    | (sv)   |
| 10 septembre  | Francis Xavier Atencio       | Animateur, compositeur et imagineer américain.                                                                  | 98    | (en)   |
| 10 septembre  | Luigi Maria Burruano         | Acteur italien.                                                                                                 | 68    | (it)   |
| 10 septembre  | Nancy Dupree                 | Historienne et archéologue américaine.                                                                          | 89    | (en)   |
| 10 septembre  | René Laurentin               | Prêtre, Théologien, exégète et historien français.                                                              | 99    |        |
| 10 septembre  | Don Ohlmeyer                 | Producteur audiovisuel américain.                                                                               | 72    | (en)   |
| 10 septembre  | Pierre Pilote                | Joueur canadien de hockey sur glace.                                                                            | 85    | (en)   |
| 10 septembre  | Grigóris Várfis              | Homme politique grec.                                                                                           | 90    | (en)   |
| 10 septembre  | Len Wein                     | Éditeur et auteur américain de bandes dessinées.                                                                | 69    | (en)   |
| 11 septembre  | Alfonso Caycedo              | Psychiatre et sophrologue colombien-espagnol.                                                                   | 84    | (es)   |
| 11 septembre  | J. P. Donleavy               | Écrivain irlando-américain.                                                                                     | 91    | (en)   |
| 11 septembre  | Alfred Gadenne               | Bourgmestre belge.                                                                                              | 71    |        |
| 11 septembre  | Abdul Halim Muadzam Shah     | Monarque malaisien, sultan de l'État de Kedah.                                                                  | 89    | (en)   |
| 11 septembre  | Peter Hall                   | Réalisateur, acteur, scénariste et producteur britannique.                                                      | 86    | (en)   |
| 11 septembre  | Philippe Jaulmes             | Architecte français.                                                                                            | 90    |        |
| 11 septembre  | José Luis Martínez           | Joueur de basket-ball espagnol.                                                                                 | 82    | (es)   |
| 11 septembre  | Jeff Parker                  | Joueur de hockey sur glace américain.                                                                           | 53    | (en)   |
| 11 septembre  | António Francisco dos Santos | Prélat catholique portugais.                                                                                    | 69    | (pt)   |
| 12 septembre  | Frank Capp                   | Batteur de jazz américain.                                                                                      | 86    | (en)   |
| 12 septembre  | Heiner Geissler              | Homme politique allemand.                                                                                       | 87    |        |
| 12 septembre  | Siegfried Köhler             | Chef d'orchestre et compositeur allemand de musique classique.                                                  | 94    | (en)   |
| 12 septembre  | Allan MacEachen              | Homme politique canadien.                                                                                       | 96    | (en)   |
| 12 septembre  | Riem de Wolff                | Chanteur néerlandais.                                                                                           | 74    | (nl)   |
| 13 septembre  | Pete Domenici                | Avocat et homme politique américain.                                                                            | 85    | (en)   |
| 13 septembre  | Paloma Matta                 | Actrice et sage-femme française.                                                                                | 72    |        |
| 13 septembre  | Jean Nerva                   | Snowboardeur français.                                                                                          | 58    |        |
| 13 septembre  | Frank Vincent                | Acteur américain.                                                                                               | 78    | (en)   |
| 14 septembre  | George Englund               | Monteur, réalisateur, producteur et acteur américain.                                                           | 91    | (en)   |
| 14 septembre  | Grant Hart                   | Musicien américain.                                                                                             | 56    |        |
| 14 septembre  | Marcel Herriot               | Ecclésiastique français, ancien évêque de Verdun puis de Soissons.                                              | 83    |        |
| 14 septembre  | Djibo Leyti Kâ               | Homme politique sénégalais.                                                                                     | 69    |        |
| 14 septembre  | Ata Kandó                    | Photographe néerlandaise d'origine hongroise.                                                                   | 103   | (hu)   |
| 14 septembre  | Lungtok Tenpai Nyima         | Chef religieux bön tibétain.                                                                                    | 90    |        |
| 14 septembre  | Peter Tschernig              | Chanteur allemand.                                                                                              | 72    | (de)   |
| 14 septembre  | Otto Wanz                    | Catcheur autrichien.                                                                                            | 74    | (en)   |
| 15 septembre  | Jean Besson                  | Homme politique français.                                                                                       | 79    |        |
| 15 septembre  | Violet Brown                 | Supercentenaire jamaïcaine, doyenne de l'humanité.                                                              | 117   | (en)   |
| 15 septembre  | Herb Kalmbach                | Avocat américain.                                                                                               | 95    | (en)   |
| 15 septembre  | Henri Marque                 | Journaliste français.                                                                                           | 90    |        |
| 15 septembre  | Leon Mestel                  | Astronome et astrophysicien britannique.                                                                        | 90    | (en)   |
| 15 septembre  | Albert Speer                 | Architecte et urbaniste allemand.                                                                               | 83    | (en)   |
| 15 septembre  | Harry Dean Stanton           | Acteur américain.                                                                                               | 91    | (en)   |
| 16 septembre  | José Florencio Guzmán        | Avocat et homme politique chilien.                                                                              | 88    | (es)   |
| 16 septembre  | Jacky Micaelli               | Chanteuse française.                                                                                            | 62    |        |
| 16 septembre  | Fred Moore                   | Compagnon de la Libération français, ancien député de la Somme, dernier chancelier de l'ordre de la Libération. | 97    |        |
| 16 septembre  | Raoul Pradier                | Peintre français.                                                                                               | 88    |        |
| 16 septembre  | Gilbert Sauvan               | Homme politique français.                                                                                       | 61    |        |
| 17 septembre  | Eugenio Bersellini           | Footballeur italien.                                                                                            | 81    |        |
| 17 septembre  | Paul Granet                  | Homme politique français.                                                                                       | 86    |        |
| 17 septembre  | Bobby Heenan                 | Catcheur et manager de catcheurs américain.                                                                     | 72    | (en)   |
| 17 septembre  | Isabelle Périer              | Auteure, éditrice, co-rédactrice en chef et enseignante-chercheuse française dans le jeu de rôle.               | 39    |        |
| 17 septembre  | Paul Wermus                  | Journaliste et chroniqueur français.                                                                            | 71    |        |
| 17 septembre  | Lionel Wilson                | Joueur sud-africain de rugby à XV.                                                                              | 84    | (en)   |
| 18 septembre  | Guy Paillotin                | Ingénieur et chercheur français.                                                                                | 76    |        |
| 18 septembre  | Jean Plaskie                 | Footballeur belge.                                                                                              | 76    |        |
| 18 septembre  | Pete Turner                  | Photographe américain.                                                                                          | 83    | (en)   |
| 18 septembre  | Kenji Watanabe               | Nageur japonais.                                                                                                | 48    | (en)   |
| 19 septembre  | Bernie Casey                 | Acteur américain.                                                                                               | 78    | (en)   |
| 19 septembre  | Leonid Kharitonov            | Chanteur soviétique puis russe.                                                                                 | 84    | (ru)   |
| 19 septembre  | Jake LaMotta                 | Boxeur américain.                                                                                               | 95    | (en)   |
| 19 septembre  | John Nicholson               | Pilote automobile néo-zélandais.                                                                                | 75    | (en)   |
| 19 septembre  | Sigurður Pálsson             | Poète et écrivain islandais.                                                                                    | 69    | (en)   |
| 19 septembre  | José Salcedo                 | Monteur espagnol.                                                                                               | 67/68 | (es)   |
| 21 septembre  | Barnabus Arnasungaaq         | Artiste inuit canadien.                                                                                         | 92/93 |        |
| 21 septembre  | Liliane Bettencourt          | Femme d'affaires française.                                                                                     | 94    |        |
| 21 septembre  | Michel Lablais               | Peintre français.                                                                                               | 92    |        |
| 21 septembre  | Maurice Nivat                | Chercheur et informaticien français.                                                                            | 79    |        |
| 21 septembre  | Pedro Tramullas              | Sculpteur français.                                                                                             | 80    |        |
| 22 septembre  | Mohammed Mahdi Akef          | Dirigeant égyptien des frères musulmans.                                                                        | 89    | (en)   |
| 22 septembre  | Mike Carr                    | Musicien de jazz, organiste, pianiste et vibraphoniste britannique.                                             | 79    | (en)   |
| 22 septembre  | Thelma Chalifoux             | Sénatrice canadienne.                                                                                           | 88    | (en)   |
| 22 septembre  | Brunero Gherardini           | Prêtre et théologien catholique italien.                                                                        | 92    | (it)   |
| 22 septembre  | Gérard Haché                 | Homme d'affaires et homme politique canadien.                                                                   | 92    |        |
| 22 septembre  | Tahar Hmila                  | Homme politique tunisien.                                                                                       | 79    |        |
| 22 septembre  | Paavo Lonkila                | Fondeur finlandais, champion et médaillé de bronze aux Jeux olympiques d'hiver de 1952.                         | 94    | (fi)   |
| 22 septembre  | Sima Wali                    | Défenseuse des droits humains afghane.                                                                          | 66    | (en)   |
| 23 septembre  | Eugène Boyer                 | Homme politique français.                                                                                       | 95    |        |
| 23 septembre  | Charles Bradley              | Chanteur américain de blues/soul.                                                                               | 68    |        |
| 23 septembre  | Loreto Carbonell             | Joueur philippin de basket-ball.                                                                                | 84    | (en)   |
| 23 septembre  | Jo Dekmine                   | Directeur de théâtre belge.                                                                                     | 86    |        |
| 23 septembre  | Gérard Lignac                | Directeur de groupe de presse français.                                                                         | 89    |        |
| 23 septembre  | Charles Osborne              | Journaliste, poète, écrivain et critique australien.                                                            | 89    | (en)   |
| 24 septembre  | André Ascencio               | Footballeur français.                                                                                           | 79    |        |
| 24 septembre  | Washington Benavides         | Poète et musicien uruguayen.                                                                                    | 87    | (es)   |
| 24 septembre  | Gisèle Casadesus             | Actrice française.                                                                                              | 103   |        |
| 24 septembre  | Kit Reed                     | Femme de lettres américaine.                                                                                    | 85    | (en)   |
| 25 septembre  | Anthony Booth                | Acteur britannique.                                                                                             | 85    | (en)   |
| 25 septembre  | Jean-Pierre Jeancolas        | Historien du cinéma et critique français.                                                                       | 79    |        |
| 25 septembre  | Nora Marks Dauenhauer        | Écrivaine, poétesse et anthropologue américaine.                                                                | 90    | (en)   |
| 25 septembre  | Léonard Mashako Mamba        | Homme politique congolais.                                                                                      | 66    |        |
| 25 septembre  | Gérard Palaprat              | Auteur-compositeur-interprète français.                                                                         | 67    |        |
| 25 septembre  | Yoshitomo Tokugawa           | Photographe et chef du Tokugawa Yoshinobu-ke japonais.                                                          | 67    | (ja)   |
| 25 septembre  | Jan Tříska                   | Acteur tchèque.                                                                                                 | 80    |        |
| 26 septembre  | Richard Boucher              | Joueur et entraîneur de football français.                                                                      | 85    |        |
| 26 septembre  | Robert Delpire               | Éditeur français.                                                                                               | 91    |        |
| 26 septembre  | Barry Dennen                 | Acteur et scénariste américain.                                                                                 | 79    | (en)   |
| 26 septembre  | Květa Fialová                | Actrice tchèque.                                                                                                | 88    | (cs)   |
| 27 septembre  | Edmond Abelé                 | Évêque français.                                                                                                | 92    |        |
| 27 septembre  | Mario Bortolotto             | Critique musical italien.                                                                                       | 90    | (it)   |
| 27 septembre  | Joy Fleming                  | Chanteuse allemande.                                                                                            | 72    | (en)   |
| 27 septembre  | Hans Gerschwiler             | Patineur artistique suisse, médaillé d'argent aux Jeux olympiques d'hiver de 1948.                              | 97    | (en)   |
| 27 septembre  | Hugh Hefner                  | Fondateur et propriétaire américain du magazine de charme Playboy.                                              | 91    | (en)   |
| 27 septembre  | Anne Jeffreys                | Actrice et chanteuse américaine.                                                                                | 94    | (en)   |
| 27 septembre  | Zuzana Růžičková             | Claveciniste tchèque.                                                                                           | 90    | (en)   |
| 27 septembre  | Antonio Spallino             | Escrimeur italien, multiple médaillé olympique (1952, 1956).                                                    | 92    | (it)   |
| 27 septembre  | Alfred Stepan                | Professeur des universités et de sciences politiques américain.                                                 | 81    | (en)   |
| 28 septembre  | Robert Ducret                | Homme politique suisse.                                                                                         | 90    |        |
| 28 septembre  | Antonio Isasi-Isasmendi      | Réalisateur espagnol.                                                                                           | 90    | (es)   |
| 28 septembre  | Marietta Marich              | Actrice américaine.                                                                                             | 87    | (en)   |
| 28 septembre  | Vann Molyvann                | Architecte cambodgien.                                                                                          | 90    | (en)   |
| 28 septembre  | Željko Perušić               | Footballeur croate, champion aux Jeux olympiques d'été de 1960.                                                 | 81    | (cr)   |
| 28 septembre  | Jürgen Roth                  | Journaliste d'investigation allemand.                                                                           | 71    | (en)   |
| 28 septembre  | Andreas Schmidt              | Acteur puis metteur en scène allemand.                                                                          | 53    | (de)   |
| 28 septembre  | Benjamin Whitrow             | Acteur britannique.                                                                                             | 80    | (en)   |
| 29 septembre  | Tom Alter                    | Acteur indien d'origine américaine.                                                                             | 67    | (en)   |
| 29 septembre  | Ludmila Belousova            | Patineuse artistique soviétique, championne olympique (1964, 1968).                                             | 81    |        |
| 29 septembre  | Lorenz Funk                  | Hockeyeur sur glace puis entraîneur allemand, médaillé de bronze aux Jeux olympiques d'hiver de 1976.           | 70    | (de)   |
| 29 septembre  | André Mallabrera             | Ténor français.                                                                                                 | 83    |        |
| 29 septembre  | Wiesław Michnikowski         | Acteur polonais.                                                                                                | 95    | (pl)   |
| 29 septembre  | Ryūji Saikachi               | Seiyū japonais.                                                                                                 | 89    | (en)   |
| 29 septembre  | Karel Velan                  | Physicien, ingénieur et homme d'affaires québécois.                                                             | 99    | (en)   |
| 30 septembre  | Hortense Aka-Anghui          | Femme politique ivoirienne.                                                                                     | 83    |        |
| 30 septembre  | Elizabeth Baur               | Actrice américaine.                                                                                             | 69    | (en)   |
| 30 septembre  | André Campana                | Journaliste, écrivain, réalisateur et producteur de télévision français.                                        | 77    |        |
| 30 septembre  | Monty Hall                   | Acteur, chanteur et journaliste sportif canadien.                                                               | 96    |        |
| 30 septembre  | Frank Hamblen                | Joueur et entraîneur américain de basket-ball.                                                                  | 70    | (en)   |
| 30 septembre  | Raymond Lebrun               | Journaliste sportif canadien.                                                                                   | 85    |        |
| 30 septembre  | Philippe Médard              | Joueur français de handball, médaillé de bronze aux Jeux olympiques d'été de 1992.                              | 58    |        |
| 30 septembre  | Gunnar Thoresen              | Footballeur norvégien.                                                                                          | 97    | (no)   |
| 30 septembre  | Vladimir Voïevodski          | Mathématicien russe.                                                                                            | 51    | (en)   |